# 碌磻駅
碌磻駅（ノッポンえき）は、大韓民国ソウル特別市恩平区碌磻洞にあるソウル交通公社3号線の駅。駅番号は323。

## 駅構造

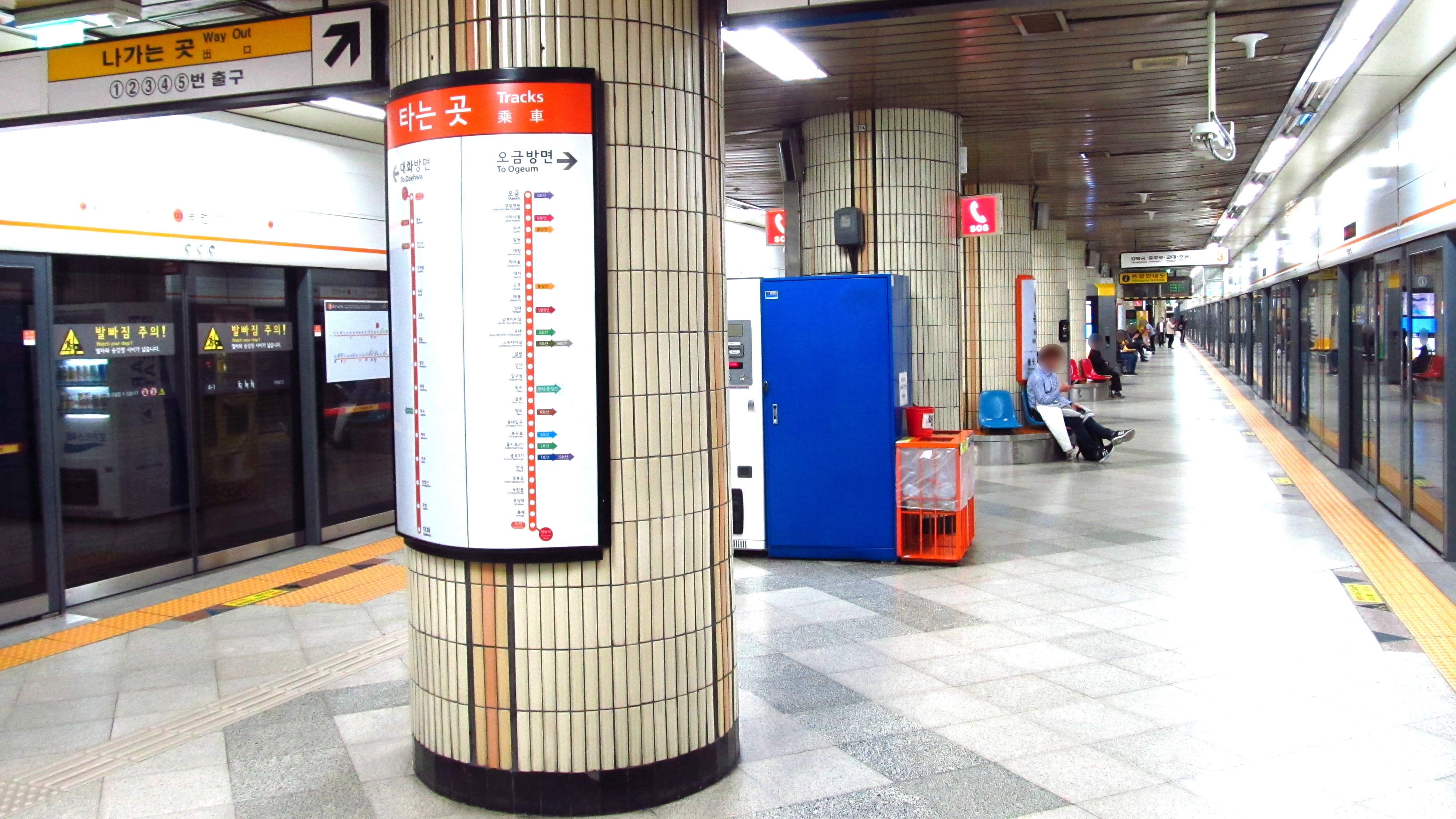
ホーム

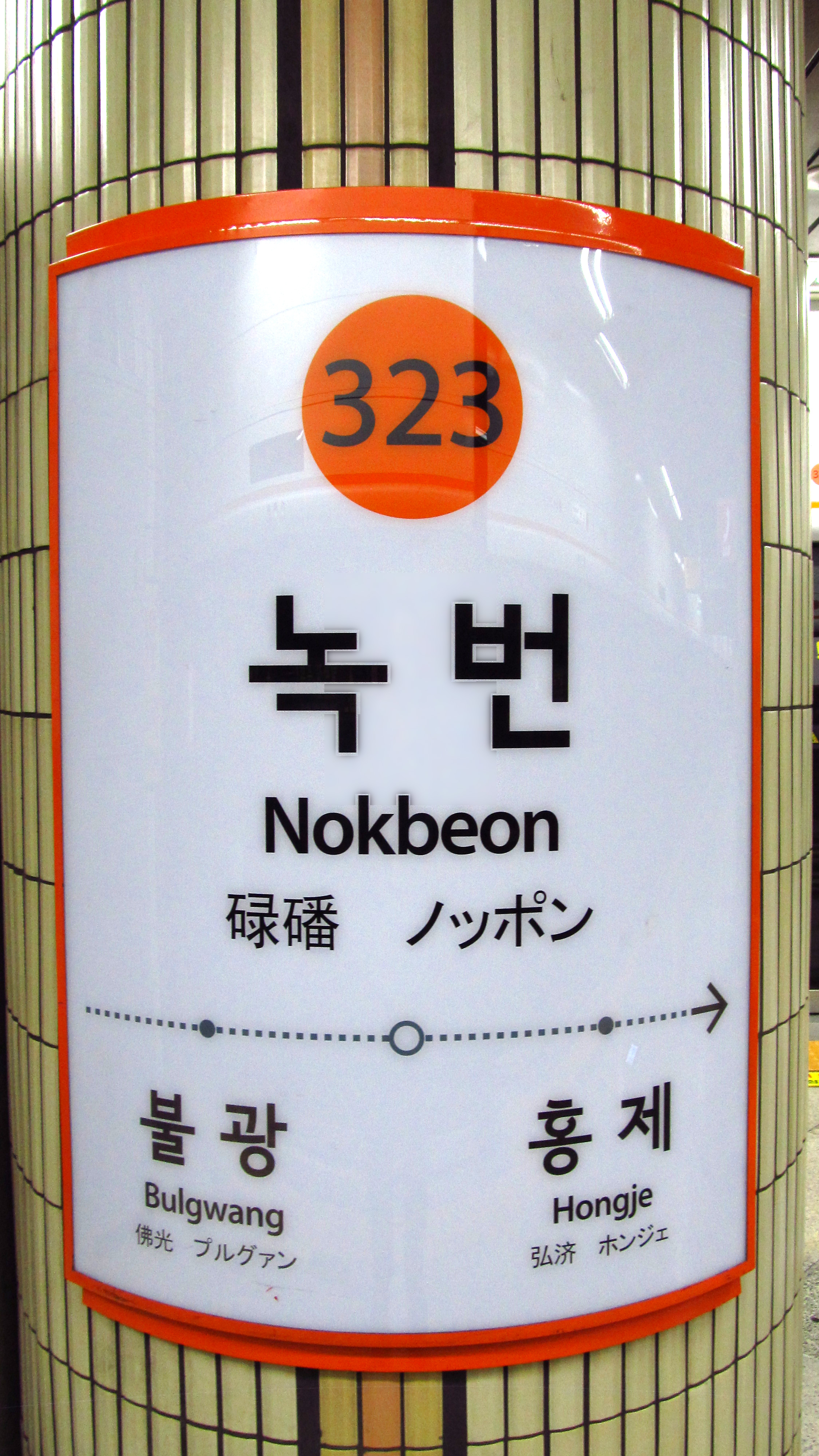
駅名標

ホーム階は地下2階にあり、島式ホーム1面2線を有している。スクリーンドアが設置されている。
改札階は地下1階にあり、改札口は北側（仏光寄り）と南側（弘済寄り）の2ヶ所ある。北側の改札のみホームへの連絡エレベーターが設置されている。化粧室は改札外に設置されている。
出入口は1番から5番までの計5ヶ所ある。

### のりば
案内上ののりば番号は設定されていない。
| ホーム | 路線  | 行先                                    |
| ------ | ----- | --------------------------------------- |
| 上り   | 3号線 | 仏光・旧把撥・大谷・大化方面            |
| 下り   | 3号線 | 鍾路3街・高速ターミナル・水西・梧琴方面 |

## 利用状況
近年の一日平均利用人員推移は下記のとおり。
| 路線  | 路線     | 2000年 | 2001年 | 2002年 | 2003年 | 2004年 | 2005年 | 2006年 | 2007年 | 2008年 | 2009年 | 出典  |
| ----- | -------- | ------ | ------ | ------ | ------ | ------ | ------ | ------ | ------ | ------ | ------ | ----- |
| 3号線 | 乗車人員 | 23,246 | 18,173 | 17,410 | 17,127 | 17,632 | 18,462 | 18,182 | 18,245 | 17,486 | 17,580 | [ 1 ] |
| 3号線 | 降車人員 | 19,518 | 14,586 | 14,287 | 14,053 | 14,708 | 15,301 | 14,806 | 14,739 | 14,314 | 14,020 | [ 1 ] |
| 3号線 | 乗降人員 | 42,764 | 32,759 | 31,697 | 31,180 | 32,340 | 33,764 | 32,988 | 32,984 | 31,800 | 31,600 | [ 1 ] |
| 路線  | 路線     | 2010年 | 2011年 | 2012年 | 2013年 | 2014年 | 2015年 |        |        |        |        | [ 1 ] |
| 3号線 | 乗車人員 | 17,721 | 17,031 | 16,827 | 16,514 | 16,009 | 15,082 |        |        |        |        | [ 1 ] |
| 3号線 | 降車人員 | 14,096 | 13,703 | 14,127 | 14,157 | 13,780 | 13,066 |        |        |        |        | [ 1 ] |
| 3号線 | 乗降人員 | 31,817 | 30,734 | 30,954 | 30,671 | 29,790 | 28,149 |        |        |        |        | [ 1 ] |

## 駅周辺
- 碌磻洞
- 大林アパート
- 碌磻市場
- 恩平登記所
- 恩平区庁
- 恩平消防署碌磻119安全センター
- 恩平初等学校
- 碌磻総合社会福祉館
- 西部警察署
- 碌磻洞事務所
- 碌磻地溝帯
- 韓国電力公社
- 碌磻市場

## 歴史
- 1985年7月12日 - ソウル特別市地下鉄公社3号線（当時）の駅として開業。
- 2005年1月1日 - ソウル特別市地下鉄公社がソウルメトロに改称。

## 隣の駅
ソウル交通公社
 3号線
仏光駅 (322) - 碌磻駅 (323) - 弘済駅 (324)